# Supiori (đảo)

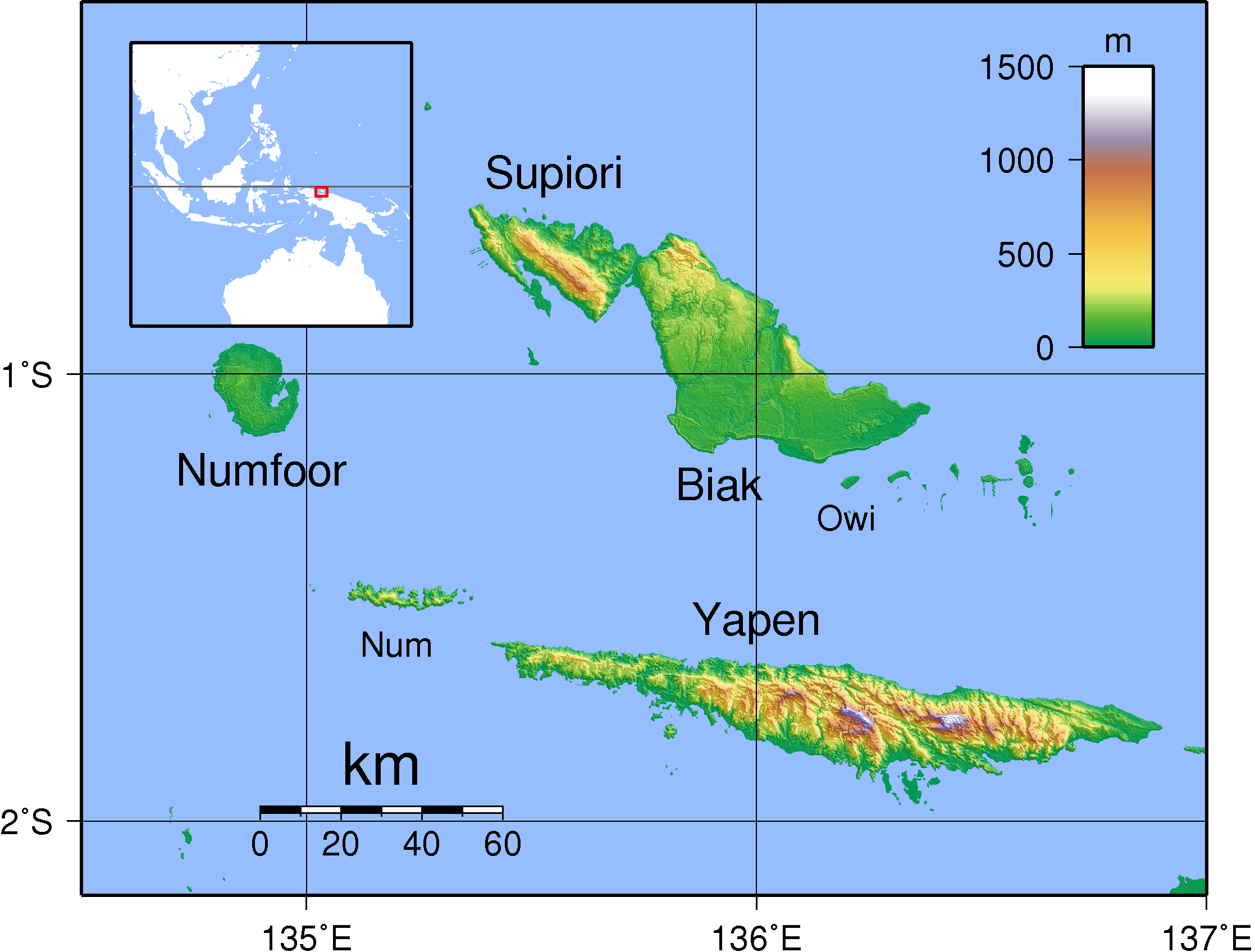
Supiori là một pjaanf của quần đảo Schouten

Supiori là một đảo thuộc quần đảo Schouten trên vịnh Cenderawasih, ngay phía tây của đảo Biak thuộc tỉnh Papua, Tây New Guinea, Indonesia.

## Mô tả
Đảo có địa hình hiểm trở, rừng mưa nhiệt đới bao phủ phần lớn đảo. Đảo dài khoảng 40 km và rộng 25 km, có tổng diện tích 514,49 km² (bao gồm các đảo nhỏ ngoài khơi như Rani nhưng không bao gồm quần đảo Aruri lân cận). Điểm cao nhất của đảo có độ cao 1.034 m.
Các khu định cư chính bao gồm Korido trên bờ biển phía nam và Yenggarbun trên bờ biển phía bắc. Phía nam Supiori là các đảo san hô nhỏ Aruri (Insumbabi) và Rani. Trước năm 1963, hòn đảo này là một phần của New Guinea thuộc Hà Lan. Đảo bao gồm huyện Supiori của tỉnh Papua.

## Lịch sử
Hòn đảo được người châu Âu nhìn thấy lần đầu tiên khi một người Bồ Đào Nha là Jorge de Menezes đến vào năm 1526. Menezes đổ bộ lên quần đảo Biak, là nơi ông buộc phải trú đông. Một trong những lần nhìn thấy đầu tiên thuộc về nhà hàng hải người Tây Ban Nha Álvaro de Saavedra vào ngày 24 tháng 6 năm 1528, khi cố gắng từ Tidore trở về Tân Tây Ban Nha. Quần đảo Schouten được ghi là Islas de Oro (Quần đảo Vàng trong tiếng Tây Ban Nha).
Đảo được nhìn thấy một lần nữa bởi nhà hàng hải Tây Ban Nha Íñigo Órtiz de Retes vào năm 1545. Đảo được người Tây Ban Nha ghi vào bản đồ là Los Martires, có thể vì đó là nơi nhà hàng hải Tây Ban Nha Hernando de Grijalva bị thủy thủ đoàn nổi loạn của ông sát hại.